# Zygogramma estriata
Zygogramma estriata är en skalbaggsart som beskrevs av Schaeffer 1919. Zygogramma estriata ingår i släktet Zygogramma och familjen bladbaggar. Inga underarter finns listade i Catalogue of Life.